# روجيريو دوس سانتوس
روجيريو دوس سانتوس هو لاعب كرة قدم برازيلي في مركز الوسط، ولد في 24 أغسطس 1987 في أراراس في البرازيل. لعب مع نادي إيتوانو ونادي كاوناس.